# Caratteristiche tecniche delle Lancia Appia derivate e speciali
Di seguito le caratteristiche tecniche delle Lancia Appia derivate e speciali

## Lancia Appia speciali

### Appia Coupé 2+2 Pininfarina II serie (1957/59)
Il binomio Lancia-Pininfarina presenta questo coupé in veste pressoché definitiva al Salone di Ginevra nel marzo '57. Meno di due mesi dopo, nei primi giorni di maggio, la nuova vettura (che viene commercializzata dalla organizzazione Lancia) entra in listino e viene venduta al non modico prezzo di 1.835.000 Lire (ovvero circa un 36% in più rispetto alla berlina).
Costruita sul telaio predisposto dalla casa torinese per le creazioni "fuori serie" - munito di motore più potente e di cambio con comando a cloche - questa creatura del maestro Pininfarina, si fa notare anche per il curatissimo abitacolo che dispone di due sedili anteriori ribaltabili e di un divanetto posteriore e che, come di moda all'epoca, viene definito come "coupé a due posti più due di fortuna".
Nei suoi due anni di vita, l'Appia Coupé 2+2 di Pininfarina subisce pochissime modifiche: da segnalare soltanto che nel 1957, dopo pochi esemplari, scompare la scritta "Pininfarina" in corsivo sotto gli stemmi laterali, viene soppresso il lampeggiatore all'interno della "V" e vengono montate nuove coppe-ruote (sono quelle delle Appia berlina). Abolite anche le due piccole bandierine "incrociate" applicate nei primi esemplari sul coperchio del bagagliaio e sul posacenere.
- Periodo di produzione: dalla primavera 1957 alla primavera 1959
- Modelli:
  - tipo 812.01, coupé 2 porte disegnato da Pininfarina (ed assemblato negli stabilimenti della Pininfarina stessa); vettura a 2 posti più 2 di fortuna, con guida a sinistra
- Numerazione progressiva telai:
  - tipo 812.01: compresa tra 1014 e 2756
- Motore: tipo 814.00
- Numerazione progressiva motori:
  - tipo 814.00: compresa nei numeri dal 1001 in avanti
- Carrozzeria, arredamenti ed accessori
  - carrozzeria: padiglione con montante laterale "a V"; mascherina frontale a sviluppo orizzontale, ispirata a quella della Flaminia; fanalini posteriori "a diedro" incorporati nelle pinne; fanalini rossi supplementari posteriori montati appena sopra al paraurti; lampeggiatore direzionale all'interno della "V" del padiglione (eliminato nel corso del 1957); portiere anteriori incernierate anteriormente (apertura a favore di vento); coperchio baule-bagagliaio in vetroresina; porte munite di vetri discendenti e di deflettori para-aria; volante in plastica nera munito di avvisatore acustico a settore semicircolare inferiore
  - sedili: anteriori a poltroncina, scorrevoli longitudinalmente e con schienale regolabile; divanetto posteriore capace di ospitare due passeggeri per brevi spostamenti (oppure due bambini).
  - vano motore: sbloccaggio cofano dall'interno della vettura (leva sotto il cruscotto): il cofano si socchiude e  richiede un successivo intervento per spostare una levetta di sicurezza, dopodiché un'asta di arresto lo mantiene sollevato (per richiudere: liberare l'asta di arresto spingendo verso l'alto il cofano e riabbassare chiudendo di colpo).
  - bagagliaio: nel bagagliaio trovano alloggiamento la ruota di scorta (verticale, su lato sinistro, fissata con vite a galletto) e la batteria.

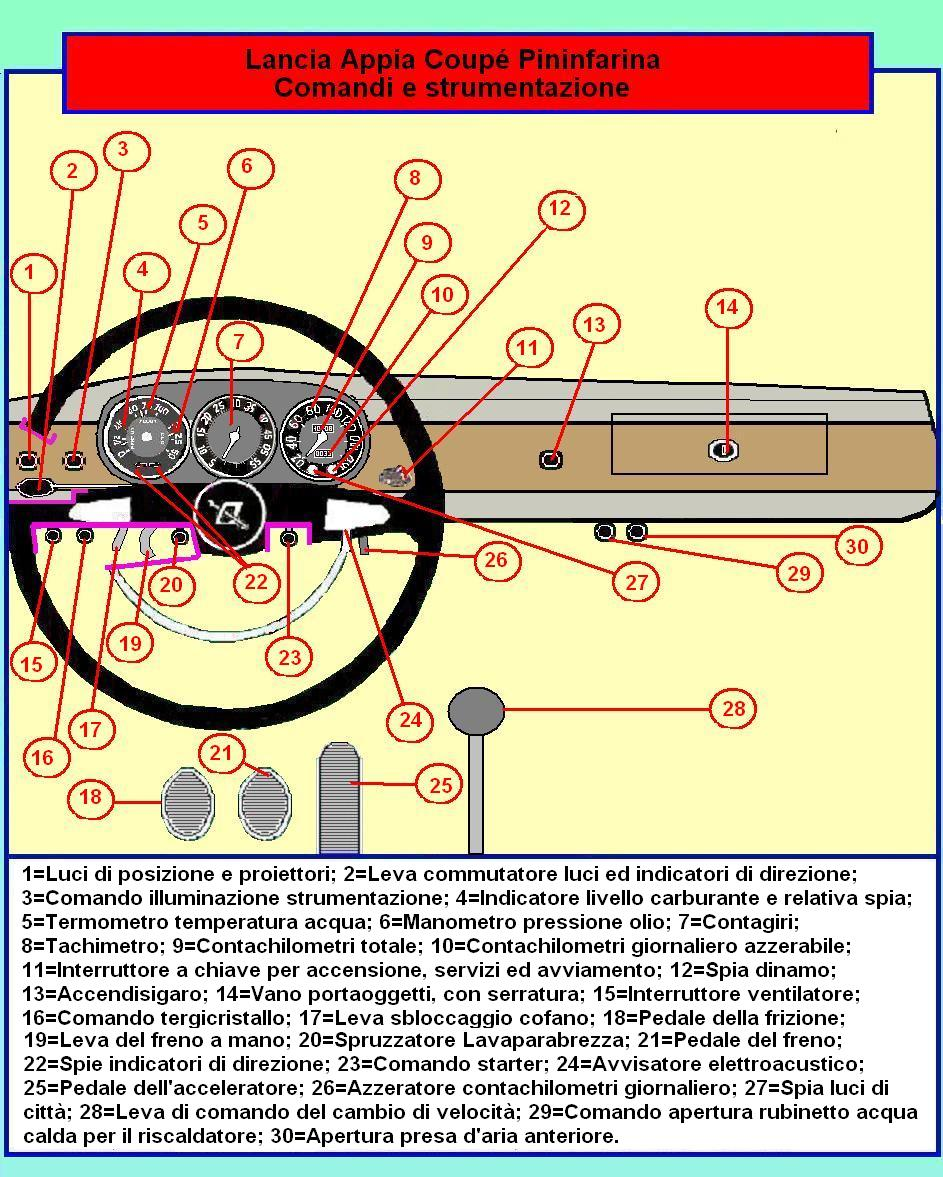
Comandi e strumentazione dell'Appia coupé Pininfarina

- - comandi al volante: leva per azionamento indicatori di direzione e per commutazione luci, avvisatore elettroacustico (tramite settore semicircolare inferiore).
  - comandi sotto al cruscotto: comando ventilatore, comando tergicristallo, leva per sbloccaggio cofano motore, leva freno a mano, comando spruzzatore lavaparabrezza, starter, azzeratore contachilometri parziale, comando apertura rubinetto acqua calda per riscaldatore, comando presa d'aria aerazione
  - comandi al cruscotto: luci posizione e proiettori, comando illuminazione strumentazione,  interruttore a chiave per servizi, accensione e messa in moto, accendisigaro.
  - strumentazione: a tre strumenti circolari affiancati lo strumento di destra comprende: il tachimetro (da 20 a 160 km/orari - più una “tacca” corrispondente ai 170 km orari - con cifre ogni 20 km/h), il contachilometri progressivo e quello giornaliero azzerabile, la spia che segnala l'accensione delle luci di città e la spia per l'insufficiente tensione della dinamo; lo strumento centrale comprende soltanto il contagiri; lo strumento di sinistra comprende invece: l'indicatore del livello della benzina presente nel serbatoio con la spia per la riserva, il manometro della pressione dell'olio, il termometro della temperatura dell'acqua del motore e le due spie che segnalano l'inserimento degli indicatori di direzione destro e sinistro.
  - accessori: parabrezza a vetro curvo, con dispositivo per getto di aria calda all'interno per disappannamento o disgelo, funzionante con il riscaldatore; spruzzatore lavaparabrezza FISPA con pompa meccanica; illuminazione abitacolo automatica all'apertura della porta del guidatore; l'impianto di riscaldamento ed aerazione  abitacolo si compone del condizionatore, con radiatore ad acqua, che è posto nel vano motore (di modo che il motorino del ventilatore non disturbi nell'abitacolo) e che alimenta sia l'abitacolo che lo sbrinatore del parabrezza, mentre sotto al cruscotto è posto il pomello per la regolazione della posizione della saracinesca: è possibile introdurre aria calda oppure fredda a seconda che si apra o si chiuda il rubinetto di alimentazione dell'acqua al riscaldatore; tergicristallo a doppia racchetta (con arresto del tergitore in posizione abbassata); specchietto retrovisore interno prismatico, a due posizioni (normale ed antiabbagliante); vano portaoggetti piuttosto ampio (anche se ufficialmente definito come vano portaguanti) al cruscotto, munito di serratura; accendisigaro; avvisatore elettroacustico con comando tramite settore semicircolare inferiore applicato al volante.
  - gamma colori: tinteggiatura bicolore; il padiglione in tal modo viene messo in risalto e  pare quasi simulare - visivamente - una "capote"; i colori disponibili (Maxaloid) sono: argento Auteuil, avorio Chantilly, blu Ascot, blu chiaro, blu medio, blu Lancia, grigio Bettole, grigio Saint Cloud, grigio Villaglori, nero, verde medio
- Tassa di circolazione
  - Potenza fiscale in Italia CV 13; bollo di circolazione:

nel 1957=Lire 20.300
dal 1959 al 1962=Lire 20.700
dall'1-1-1963 al 31-12-1980=Lire 21.700
- Prezzo in Italia
  - al debutto, nel maggio 1957: Lire 1.835.000 (prezzo di listino, escluse: IGE, trasporto, collaudo, immatricolazione)
  - nel gennaio 1959, il prezzo scende di 85.000 Lire (Lire 1.750.000)

optional: l'apparecchio radio è montato con un sovrapprezzo di Lire 70.000.
- Prezzo in Svizzera
  - nel marzo 1958:   Franchi Svizzeri 18.800
  - nel marzo 1959:   Franchi Svizzeri 17.000

La Coupé II serie di Pininfarina differisce dalla berlina II serie per le seguenti caratteristiche:
1. Rapporto di compressione 8,0:1 anziché 7,20:1;
2. potenza massima 53 cv a 5200 giri/minuto, anziché  43,5 a 4800 giri/minuto;
3. coppia massima kgm 8,8 a 3500 giri/minuto, anziché kgm 7,8 a 2500-3000 giri/minuto;
4. carburatore Weber 36 DCLD3 anziché Solex C32 P BIC, con diverse regolazioni;
5. comando cambio a leva centrale anziché al volante;
6. rapporto al ponte lievemente più "lungo" (4,091:1 anziché 4,222:1);
7. guida esclusivamente a sinistra (anziché a sinistra oppure a destra su richiesta);
8. diversi valori della pressione di gonfiaggio degli pneumatici;
9. minore altezza da terra (qui è di cm 11);
10. dimensioni maggiori in lunghezza (cm 413,0 anziché 401,0) e larghezza (cm 149,0 anziché 148,5);
11. altezza vettura inferiore (cm 131,0 anziché 140,5);
12. diversa carrozzeria (coupé 2 porte a posti 2 più 2 di fortuna, anziché berlina a 4 porte e 4/5 posti(;
13. maggior peso vettura (kg 950 circa anziché kg 900 circa);
14. maggiore velocità massima, in IV marcia, cha passa da km/h 128 a km/h 143;
15. incremento delle velocità massima nelle marce inferiori: in I=35 anziché 31;in II=60 anziché 54;in III=93 anziché 84;in Retromarcia=24 anziché 22;
16. sedili anteriori separati anziché a panchina unica;
17. strumentazione a tre elementi circolari invece di due (aggiunto il contagiri);
18. scala tachimetro sino a 160 km/h (anziché 140);
19. prezzo più elevato.

### Appia Coupé 2+2 Pininfarina/Viotti III serie (1959/63)
Nella primavera del 1959 - dopo il lancio della terza serie della berlina - le derivate (e quindi anche questo coupé) godono di un esiguo aumento della potenza (da 53 a 54 CV) e di altri piccoli aggiornamenti tecnici, quali le modifiche alla testata motore, alla distribuzione (con nuovi dati per messa in fase), all'impianto di raffreddamento ed a quello di alimentazione; anche l'impianto frenante viene migliorato grazie ai nuovi tamburi anteriori doppio-avvolgenti.
- Periodo di produzione: dalla primavera 1959 all'inizio del 1963
- Modelli:
  - tipo 812.01 (successivamente 812.04), coupé 2 porte disegnato Pininfarina (assemblato inizialmente dalla stessa Pininfarina, e successivamente, per motivi organizzativi, dalla carrozzeria Viotti); vettura a 2 posti più 2 di fortuna, con guida a sinistra
- Numerazione progressiva telai:
  - tipo 812.01 (e successivamente 812.04): compresa tra 2757 e 5662
- Motore: 814.00
- Numerazione progressiva motori:
  - tipo 814.00: compresa nei numeri dal 1001 in avanti
- Carrozzeria, arredamenti ed accessori (diversità dalla serie precedente)
  - carrozzeria: coupé 2 porte a 2 posti più 2 di fortuna; padiglione con montante laterale "a V";  fanalini posteriori "a diedro" incorporati nelle pinne (sostituiti da fanalini di tipo tradizionale a partire dal 1960); fanalini rossi supplementari posteriori  montati appena sopra al paraurti (aboliti a partire dal 1960); ripetitori lampeggiatori direzionali, laterali, montati a partire dal 1960;  portiere anteriori incernierate anteriormente (apertura a favore di vento); porte munite di vetri discendenti e di deflettori para-aria; volante in plastica nera munito di avvisatore acustico a settore semicircolare inferiore
  - accessori: La vettura è munita di aeratore e riscaldatore: una presa d'aria disposta a destra del radiatore, con apertura e chiusura comandabile dai posti anteriori, immette l'aria opportunamente filtrata nei condotti di aerazione, dai quali può passare all'abitacolo riscaldata oppure non riscaldata; l'apparecchio riscaldatore, situato sotto il cofano motore lato destro, usa per il riscaldamento l'acqua del motore ed è munito di ventilatore azionabile con interruttore sul cruscotto; l'aria passa nell'interno della vettura attraverso le feritoie poste nella cornice superiore del cruscotto, aventi funzione di snebbiamento, antibrina e antiappannamento del parabrezza, ed attraverso lo sportello collocato nella pedana dei posti anteriori (ovviamente quando questo viene aperto); mediante l'appena descritto impianto, si possono ottenere queste 3 condizioni: a) aerazione nulla, con presa d'aria a lato del radiatore (comandata dall'interno vettura) chiusa e ventilatore fermo, b) aria fresca, con pomello apertura rubinetto riscaldatore a fondo, presa aria anteriore aperta, sportello pedana aperto, eventuale ventilatore in azione, c) aria calda, con pomello apertura rubinetto riscaldatore tirato in fuori, presa aria anteriore aperta, sportello sulla pedana aperto, eventuale ventilatore in azione.
- Prezzo in Italia
  - al debutto, nel marzo 1959: Lire 1.750.000 (prezzo di listino, escluse: IGE, trasporto, collaudo, immatricolazione)
  - nel febbraio 1961, il prezzo scende a Lire 1.699.000
  - nel gennaio 1962, il prezzo scende ancora lievemente (Lire 1.690.000) e tale rimane sino al marzo 1963

gli accessori disponibili nel 1962 sono: a) pneumatici Michelin "X" Lire 11.000; b)apparecchio radio a partire da Lire 46.000 e sino a Lire 75.000 secondo il modello; c) interni in pelle Lire 120.000; gli pneumatici a fianco bianco sono forniti di serie, senza supplemento.
- Prezzo in Svizzera
  - nel 1960-61: Franchi Svizzeri 17.000
  - dal marzo 1962: Franchi Svizzeri 16.000 (il prezzo rimane invariato sino al 1963)

Questo l'elenco dettagliato delle differenze meccaniche tra la Coupé 2+2 costruita nel biennio 1957/59 e quella prodotta a partire dalla primavera 1959, dopo il lancio della III serie berlina: 
1. modifiche alla testata motore;
2. lieve incremento della potenza (54 cv anziché 53 cv, sempre a 5200 giri/minuto);
3. lieve incremento della coppia motrice massima (8,9 kgm  anziché 8,8 kgm, sempre a 3500 giri/minuto);
4. modifiche alla distribuzione, con nuovi dati per messa in fase;
5. qualche lieve modifica all'impianto di raffreddamento;
6. qualche lieve modifica all'impianto di alimentazione;
7. nuova bobina (Marelli BE 200 L anziché B 17 L);
8. nuovo distributore d'accensione (Marelli S 69 L anziché S 69 D);
9. accensione: l'anticipo automatico, sempre con inizio a 1250 giri, è a 24º (anziché a 28º);
10. batteria da 42 Ah (anziché da 40 Ah);
11. lievissimo incremento nella quantità di olio contenuto nella scatola del cambio (da litri 1,45 a litri 1,50);
12. lievissimo incremento nella quantità di olio contenuto nella scatola del gruppo differenziale (da litri 1,65 a litri 1,66);
13. impianto frenante migliorato grazie ai nuovi tamburi anteriori doppio-avvolgenti;
14. lievissimo aumento del peso in ordine di marcia (kg 955 anziché kg 950);
15. lievissimo aumento del peso max ammesso (kg 1275 anziché kg 1270.

Agli inizi del 1960 viene adottato il doppio circuito frenante, vengono modificate le luci posteriori (dove la fanaleria a diedro lascia il posto a fanalini di foggia tradizionale) e viene aggiunto il ripetitore lampeggiante laterale (queste ultime due modifiche sono imposte dalle norme del nuovo Codice della strada).
Intanto l'assemblaggio della vettura, inizialmente curato dalla stessa Pininfarina, viene "girato" alla Carrozzeria Viotti (per motivi di organizzazione produttiva) senza che peraltro cambi alcunché nella linea o nelle finiture.
Nella primavera del '60 gli ultimi aggiornamenti tecnici: una nuova testata, un nuovo collettore con condotti di alimentazione separati, un nuovo carburatore e variazioni alla distribuzione ne incrementano la potenza, che arriva così a 60 CV.
Da segnalare infine che gli ultimi esemplari di Coupé 2+2, ormai assemblati dalla Carrozzeria Viotti e contraddistinti dalla sigla identificativa 812.04, vengono realizzati sulla base di un pianale che appare irrobustito in alcune parti.
Questo il dettaglio delle modifiche tecniche apportate a partire dal numero di motore 3701 (maggio 1960):
1. modifiche alla testata, con nuovo collettore avente condotti di alimentazione separati;
2. rapporto di compressione incrementato (8,80:1 anziché 8,00:1);
3. incremento della potenza max (60 cv a 5400 giri/minuto anziché 54 cv a 5200 giri/minuto);
4. diminuzione della coppia motrice massima (kgm 8,7 a 4400 giri/minuto anziché kgm 8,9 a 3500 giri/minuto);
5. diversi valori della messa in fase della distribuzione;
6. adozione di un nuovo carburatore (Weber 36 DCD 5 anziché 36 DCLD 3) con diverse regolazioni;
7. nuova bobina (Marelli B 200 A anziché BE 200 L);
8. rapporto al ponte lievemente più "corto" (11/46=4,182:1 anziché 11/45=4,091:1);
9. incremento della velocità massima in IV marcia (146 km/orari anziché 143);
10. incremento delle velocità massime raggiungibili nelle varie marce (in I=36 km/orari anziché 35, in II=61 km/orari anziché 60, in III=96 km/orari anziché 93);
11. lievissima diminuzione del consumo calcolato secondo le norme CUNA: 7,9 litri ogni 100 km (anziché 8,0 litri).

### Appia Convertibile Vignale II serie (1957/59)

Operazione di chiusura della "capote" in un'Appia convertibile 2 posti del 1957

La versione convertibile (o spider che dir si voglia) dell'Appia appare, assieme al coupé 2+2 della Pininfarina, al Salone di Ginevra del marzo '57. La linea della vettura incontra un buon consenso di critica, anche se qualcuno denota un certo squilibrio dovuto alla eccessiva lunghezza della coda.
L'autotelaio, scatolato ed abbassato, è quello con motore più potente e comando cambio a cloche all'uopo predisposto dalla Lancia ed utilizzato anche da Pininfarina e da Zagato per le loro creazioni.	
Messa in vendita nel maggio 1957 dalla rete commerciale Lancia, questa convertibile derivata dalla II serie Appia viene prodotta sino ai primi mesi del 1959, dopodiché, in concomitanza con l'uscita della berlina III serie,  viene a sua volta "aggiornata".
- Periodo di produzione: dalla primavera 1957 alla primavera 1959
- Modelli:
  - tipo 812.01, cabriolet 2 porte disegnato ed assemblato da Vignale; vettura con guida a sinistra, originariamente a 2 soli posti ma successivamente (estate 1958) modificata e trasformata in 4 posti.
- Numerazione progressiva telai:
  - tipo 812.01: compresa tra 1014 e 2756
- Motore: tipo 814.00
- Numerazione progressiva motori:
  - tipo 814.00: compresa nei numeri dal 1001 in avanti
- Carrozzeria, arredamenti ed accessori
  - carrozzeria: mascherina frontale a sviluppo orizzontale, ispirata a quella della Flaminia; portiere anteriori incernierate anteriormente (apertura controvento); porte munite di vetri discendenti ma prive di deflettori para-aria; volante in plastica nera munito di avvisatore acustico a settore semicircolare inferiore
  - sedili: sedili anteriori a poltroncina, scorrevoli longitudinalmente e con schienale regolabile; a partire dall'estate 1958: divano posteriore capace di ospitare due passeggeri.

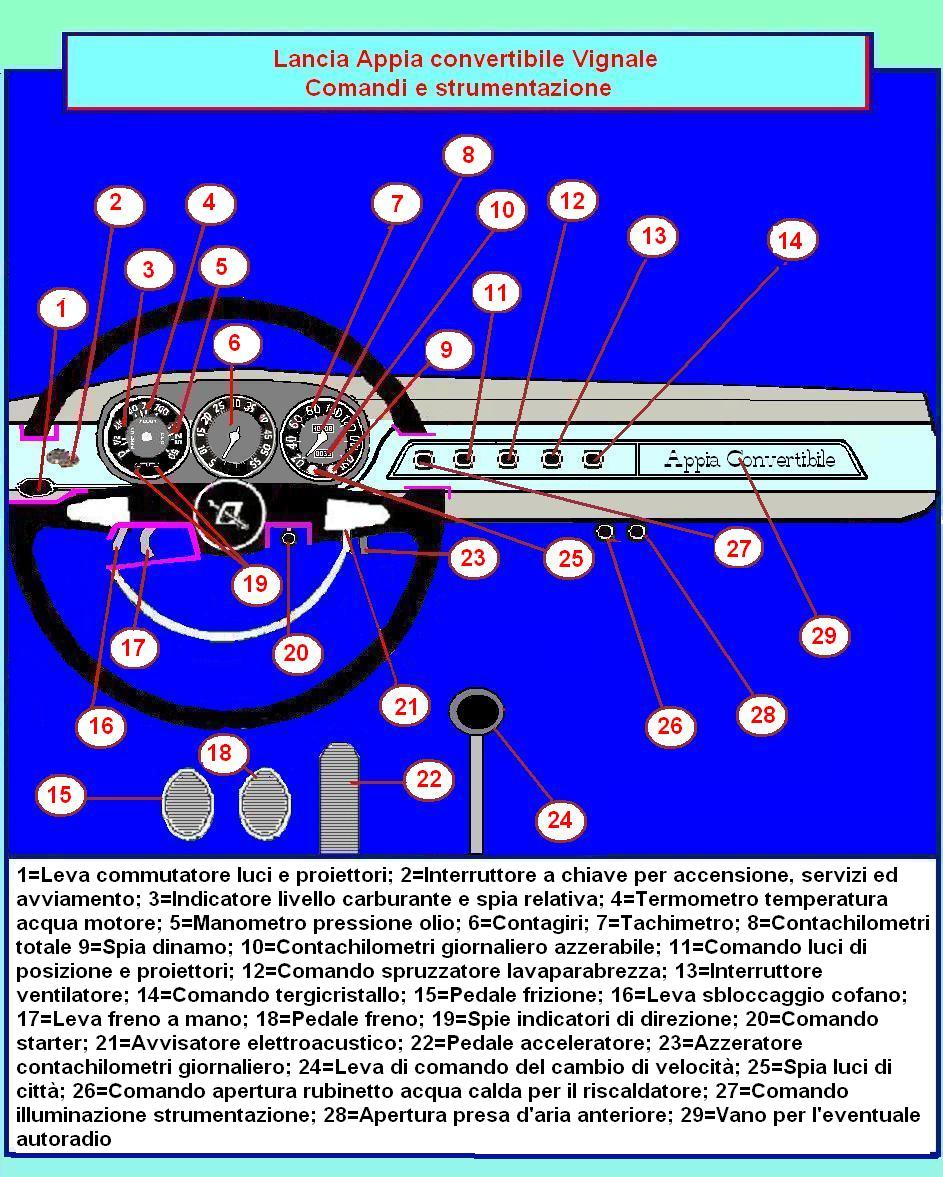

- - vano motore: sbloccaggio cofano dall'interno della vettura (leva sotto il cruscotto): il cofano si socchiude e  richiede un successivo intervento per spostare una levetta di sicurezza, dopodiché un'asta di arresto lo mantiene sollevato (per richiudere: liberare l'asta di arresto spingendo verso l'alto il cofano e riabbassare chiudendo di colpo). Nel bagagliaio trovano alloggiamento la ruota di scorta (in posizione centrale) e la batteria.
  - comandi al volante: leva per azionamento indicatori di direzione e per commutazione luci, avvisatore elettroacustico (tramite settore semicircolare inferiore).
  - comandi sotto al cruscotto: leva per sbloccaggio cofano motore, leva freno a mano, starter, azzeratore contachilometri parziale, comando apertura rubinetto acqua calda per riscaldatore, comando presa d'aria aerazione
  - comandi al cruscotto: interruttore a chiave per servizi, accensione e messa in moto, comando illuminazione strumentazione, comando luci posizione e proiettori, comando spruzzatore lavaparabrezza, comando ventilatore, comando tergicristallo, vano (con scritta "Appia convertibile") eventualmente utilizzabile per il montaggio dell'autoradio
  - strumentazione: a tre strumenti circolari affiancati; lo strumento di destra comprende: il tachimetro (da 20 a 160 km/orari - più una “tacca” corrispondente ai 170 km orari - con cifre ogni 20 km/h), il contachilometri progressivo e quello giornaliero azzerabile, la spia che segnala l'accensione delle luci di città e la spia per l'insufficiente tensione della dinamo; lo strumento centrale comprende soltanto il contagiri; lo strumento di sinistra comprende invece: l'indicatore del livello della benzina presente nel serbatoio con la spia per la riserva, il manometro della pressione dell'olio, il termometro della temperatura dell'acqua del motore e le due spie che segnalano l'inserimento degli indicatori di direzione destro e sinistro
  - accessori: parabrezza a vetro curvo; spruzzatore lavaparabrezza FISPA con pompa meccanica; l'impianto di riscaldamento ed aerazione  abitacolo si compone del condizionatore, con radiatore ad acqua, che è posto nel vano motore (di modo che il motorino del ventilatore non disturbi nell'abitacolo) e che alimenta sia l'abitacolo che lo sbrinatore del parabrezza, mentre sotto al cruscotto è posto il pomello per la regolazione della posizione della saracinesca: è possibile introdurre aria calda oppure fredda a seconda che si apra o si chiuda il rubinetto di alimentazione dell'acqua al riscaldatore; tergicristallo a doppia racchetta (con arresto del tergitore in posizione abbassata); specchietto retrovisore interno prismatico, a due posizioni (normale ed antiabbagliante); avvisatore elettroacustico con comando tramite settore semicircolare inferiore applicato al volante.
  - gamma colori: (Maxaloid) argento Auteuil, avorio Chantilly, avorio S.Anito, azzurro Vincennes, blu Lancia, grigio Escoli, grigio Epsom, rosso Maja, rosso Arcoveggio, verde Agua Caliente, verde medio.
- Prezzo in Italia
  - al debutto, nel maggio 1957: Lire 1.775.000 (prezzo di listino, escluse: IGE, trasporto, collaudo, immatricolazione) nei due anni circa di commercializzazione, il prezzo non muta.

optional: il tettuccio rigido per la stagione fredda è fornito al prezzo di Lire 140.000 mentre per l'apparecchio radio il sovrapprezzo è di Lire 70.000.
- Prezzo in Svizzera
  - nel marzo 1958:   Franchi Svizzeri 18.800
  - nel marzo 1959:   Franchi Svizzeri 16.600

La Convertibile II serie di Vignale, nella sua versione iniziale a due posti, differisce dalla berlina II serie per le seguenti caratteristiche:

L'Appia convertibile Vignale a 2 posti con la cupoletta rigida/hardtop (1957)

1. Rapporto di compressione 8,0:1 anziché 7,20:1;
2. potenza massima 53 cv a 5200 giri/minuto, anziché  43,5 a 4800 giri/minuto;
3. coppia massima kgm 8,8 a 3500 giri/minuto, anziché kgm 7,8 a 2500-3000 giri/minuto;
4. carburatore Weber 36 DCLD3 anziché Solex C32 P BIC, con diverse regolazioni;
5. comando cambio a leva centrale anziché al volante;
6. rapporto al ponte lievemente più "lungo" (4,091:1 anziché 4,222:1);
7. guida esclusivamente a sinistra (anziché a sinistra oppure a destra su richiesta);
8. diversi valori della pressione di gonfiaggio degli pneumatici;
9. maggior diametro di sterzata (mt 10,80 circa anziché 10,50 circa);
10. minore altezza da terra (qui è di cm 10);
11. dimensioni maggiori in lunghezza (cm 415,0 anziché 401,0) e larghezza (cm 151,0 anziché 148,5);
12. altezza vettura inferiore (cm 132,0 anziché 140,5);
13. diversa carrozzeria (cabriolet a 2 porte a 2 posti, anziché berlina a 4 porte e 4/5 posti);
14. maggior peso vettura (kg 940 circa anziché kg 900 circa);
15. maggiore velocità massima, in IV marcia, cha passa da km/h 128 a km/h 143;
16. incremento delle velocità massima nelle marce inferiori: in I=35 anziché 31;in II=60 anziché 54;in III=93 anziché 84;in Retromarcia=24 anziché 22;
17. consumo lievemente inferiore (tra 7,9 litri ogni 100 km  anziché litri 8,0 ogni 100 km);
18. sedili anteriori separati anziché a panchina unica;
19. strumentazione a tre elementi circolari invece di due (aggiunto il contagiri);
20. scala tachimetro sino a 160 km/h (anziché 140);
21. prezzo più elevato.

L'Appia convertibile a 4 posti uscita nell'estate del 1958

Una soltanto, anche se importante, la variazione apportata all'Appia convertibile derivata II serie, nei due anni scarsi di produzione: nell'estate del 1958, grazie alla creazione di un apposito vano alle spalle dei sedili anteriori, viene montata una panchetta che può ospitare, magari un po' sacrificati, due passeggeri.
Contemporaneamente a questo importante incremento dell'abitabilità, si ha anche una piccola variazione alla linea di cintura, che ora è assolutamente lineare, perdendo la lieve elevazione verso la coda che caratterizzava gli esemplari precedenti.
Altro particolare modificato è il cofano motore, che ora appare provvisto di una presa d'aria di discrete dimensioni. Anche il tettuccio rigido per la stagione invernale muta nel disegno e si presenta con un lunotto ampliato.

### Appia Convertibile Vignale III serie (1959/63)
Dopo la nascita della III serie berlina, anche le Appia sportive derivate - e quindi anche la convertibile di Vignale - subiscono alcuni aggiornamenti, tra cui un lieve potenziamento (da 53 a 54 cv).

L'Appia convertibile Vignale a 4 posti con la cupoletta rigida del nuovo tipo, avente il lunotto di più ampie dimensioni(1959)

- Periodo di produzione: dalla primavera 1959 all'inizio del 1963
- Modelli:
  - tipo 812.01 cabriolet 2 porte a 4 posti, disegnato ed assemblato dalla Carrozzeria Vignale, con guida a sinistra
- Numerazione progressiva telai:
  - tipo 812.01: compresa tra 2757 e 5662
- Motore: 814.00
- Numerazione progressiva motori:
  - tipo 814.00: compresa nei numeri dal 1001 in avanti
- Prezzo in Italia
  - al debutto, nel marzo 1959: lire 1 775 000 (prezzo di listino, escluse: IGE, trasporto, collaudo, immatricolazione);
  - nel febbraio 1961, il prezzo scende a lire 1 724 000;
  - nel gennaio 1962, il prezzo scende ancora lievemente (lire 1 715 000) e tale rimane sino al marzo 1963.

Gli accessori disponibili nel 1962 sono: a) pneumatici Michelin "X" Lire 11.000; b)apparecchio radio a partire da Lire 46.000 e sino a Lire 75.000 secondo il modello; c) interni in pelle Lire 65.000; d) cupoletta rigida lire 180 000; gli pneumatici a fianco bianco sono forniti di serie, senza supplemento.
- Prezzo in Svizzera
- nel 1960-61: Franchi Svizzeri 16 600
- dal marzo 1962: Franchi Svizzeri 15 800 (il prezzo rimane invariato sino al 1963).

Questo l'elenco dettagliato delle differenze meccaniche tra la Convertibile a 4 posti costruita dall'estate del 1958 e quella prodotta a partire dalla primavera 1959, dopo il lancio della III serie berlina: 
1. modifiche alla testata motore;
2. lieve incremento della potenza (54 cv anziché 53 cv, sempre a 5 200 giri/minuto);
3. lieve incremento della coppia motrice massima (8,9 kgm  anziché 8,8 kgm, sempre a 3 500 giri/minuto);
4. modifiche alla distribuzione, con nuovi dati per messa in fase;
5. qualche lieve modifica all'impianto di raffreddamento;
6. qualche lieve modifica all'impianto di alimentazione;
7. nuova bobina (Marelli BE 200 L anziché B 17 L);
8. nuovo distributore d'accensione (Marelli S 69 L anziché S 69 D);
9. accensione: l'anticipo automatico, sempre con inizio a 1250 giri, è a 24º (anziché a 28º);
10. batteria da 42 Ah (anziché da 40 Ah);
11. lievissimo incremento nella quantità di olio contenuto nella scatola del cambio (da litri 1,45 a litri 1,50);
12. lievissimo incremento nella quantità di olio contenuto nella scatola del gruppo differenziale (da litri 1,65 a litri 1,66);
13. impianto frenante migliorato grazie ai nuovi tamburi anteriori doppio-avvolgenti;

Agli inizi del 1960 viene adottato il doppio circuito frenante e vengono apportate piccole modifiche alle luci onde adeguarle alle prescrizioni previste dal Codice della strada italiano appena varato.

L'Appia convertibile Vignale nell'ultima versione a 4 posti (1960)

Nella primavera del '60 alcuni aggiornamenti tecnici: una nuova testata, un nuovo collettore con condotti di alimentazione separati, un nuovo carburatore e variazioni alla distribuzione ne incrementano la potenza, che arriva così a 60 CV.
Questo il dettaglio delle modifiche tecniche apportate a partire dal numero di motore 3701 (maggio 1960):
1. modifiche alla testata, con nuovo collettore avente condotti di alimentazione separati;
2. rapporto di compressione incrementato (8,80:1 anziché 8,00:1);
3. incremento della potenza max (60 cv a 5400 giri/minuto anziché 54 cv a 5200 giri/minuto);
4. diminuzione della coppia motrice massima (kgm 8,7 a 4400 giri/minuto anziché kgm 8,9 a 3500 giri/minuto);
5. diversi valori della messa in fase della distribuzione;
6. adozione di un nuovo carburatore (Weber 36 DCD 5 anziché 36 DCLD 3) con diverse regolazioni;
7. nuova bobina (Marelli B 200 A anziché BE 200 L);
8. rapporto al ponte lievemente più "corto" (11/46=4,182:1 anziché 11/45=4,091:1);
9. incremento della velocità massima in IV marcia (146 km/orari anziché 143);
10. incremento delle velocità massime raggiungibili nelle varie marce (in I=36 km/orari anziché 35, in II=61 km/orari anziché 60, in III=96 km/orari anziché 93);
11. lievissima diminuzione del consumo calcolato secondo le norme CUNA (7,8 litri ogni 100 km anziché 7,9).

### Appia Giardinetta Viotti
Al Salone dell'automobile di Torino dell'autunno del 1959 la sola vera novità riguardante la gamma  Appia è data dal lancio della versione famigliare dovuta a Viotti, un carrozziere da anni specializzato nel settore delle giardinette (termine coniato nell'immediato dopoguerra dalla Viotti stessa per definire, in Italia, la carrozzeria station wagon).
La Giardinetta, che adotta la meccanica della berlina terza serie, ne mantiene anche il frontale, mentre la parte posteriore è contraddistinta dal portellone unico con cerniere in alto.
La vettura, che presenta un parabrezza più alto di quello della berlina, ha soltanto due portiere laterali. Nell'abitacolo i sedili anteriori sono divisi e, per consentire l'accesso ai posti posteriori, hanno gli schienali ribaltabili in avanti. Prodotta in pratica nel solo 1960, questa versione sparisce dal listino nell'autunno del 1962 quando tutti gli esemplari costruiti hanno trovato un acquirente.
Una estetica non troppo felice e il consueto handicap del prezzo elevato sono i fattori principali del limitato successo commerciale di questa comunque interessante "station wagon".
- Periodo di produzione: dal novembre 1959 alla fine del 1960
- Modelli:
  - tipo 808.21 famigliare/giardinetta a 2 porte più portellone posteriore unico a 4/5 posti, disegnato ed assemblato dalla Carrozzeria Viotti, con guida a sinistra
- Numerazione progressiva telai:
  - tipo 808.21: compresa tra 1001 e 1300
- Motore: 808.07
- Numerazione progressiva motori:
  - tipo 808.07: compresa nei numeri dal 1001 in avanti
- Unità prodotte: 
  - 300 esemplari (31 negli ultimi due mesi del 1959, 269 nel 1960).
- Carrozzeria, arredamenti ed accessori

Il vano di carico dell'Appia Giardinetta

- - carrozzeria: portiere anteriori incernierate all'avanti; porte munite di vetri discendenti e con deflettori para-aria orientabili; chiusura automatica delle porte per apertura inferiore a 30º (per angoli superiori, un dispositivo mantiene aperte le porte);  mascherina con presa d'aria a sviluppo orizzontale di forma trapezoidale
  - sedili: anteriori divisi, scorrevoli longitudinalmente, con schienale ribaltabile in avanti per favorire l'accesso ai posti posteriori
  - vano motore: non illuminato; sbloccaggio cofano dall'interno della vettura (leva sotto il cruscotto): il cofano si socchiude e  richiede un successivo intervento per spostare una levetta di sicurezza, dopodiché un'asta di arresto lo mantiene sollevato (per richiudere: liberare l'asta di arresto spingendo verso l'alto il cofano e riabbassare chiudendo di colpo).
  - bagagliaio: vano posteriore di carico ampliabile mediante ribaltamento dello schienale del sedile posteriore sino ad ottenere un vano di cm 153 di lunghezza, cm 125 di larghezza e cm 90 di altezza, per un volume totale di 1,7 metri cubi; sotto il piano del vano di carico trova posto la ruota di scorta (posizionata orizzontalmente sul fondo) e la batteria; un'asta di arresto assicura la posizione "tutto aperto" del portellone, che è unico ed incernierato superiormente all'estremità del tetto.
  - comandi al volante: leva per azionamento indicatori di direzione e per commutazione luci, leva comando cambio, avvisatore elettroacustico (tramite settore semicircolare inferiore).
  - comandi sotto al cruscotto: leva per sbloccaggio cofano motore, leva freno a mano, starter, azzeratore contachilometri parziale, comando apertura rubinetto acqua calda per riscaldatore, comando apertura presa d'aria anteriore, comando sportello d'entrata getto aria calda nell'abitacolo, presa di corrente
  - comandi al cruscotto: interruttore a chiave (per servizi, accensione e messa in moto), luci posizione e proiettori, illuminazione strumentazione, interruttore ventilatore, comando tergicristallo, comando spruzzatore lavaparabrezza.
  - strumentazione: a due strumenti circolari; lo strumento di destra comprende il tachimetro (da 20 a 140 km/orari - più una “tacca” corrispondente ai 150 km orari - con cifre ogni 20 km/h), il contachilometri progressivo e quello giornaliero azzerabile, la spia che segnala l'accensione delle luci di città e la spia per l'insufficiente tensione della dinamo; lo strumento di sinistra comprende invece: l'indicatore del livello della benzina presente nel serbatoio con la spia per la riserva, il termometro della temperatura dell'acqua, il manometro della pressione dell'olio e le due spie che segnalano l'inserimento degli indicatori di direzione destro e sinistro.
  - accessori: parabrezza a vetro curvo, con dispositivo per getto di aria calda all'interno per disappannamento o disgelo, funzionante con il riscaldatore; spruzzatore lavaparabrezza FISPA con pompa meccanica; l'illuminazione dell'abitacolo avviene tramite una plafoniera con interruttore a tre posizioni (1=spento, 2=accensione automatica all'apertura della porta lato guida, 3=accensione a mano); impianto di riscaldamento ed aerazione dell'abitacolo: la vettura è munita di aeratore e riscaldatore: una presa d'aria disposta a destra del radiatore, con apertura e chiusura comandabile dai posti anteriori, immette l'aria opportunamente filtrata nei condotti di aerazione, dai quali può passare all'abitacolo riscaldata oppure non riscaldata; l'apparecchio riscaldatore, situato sotto il cofano motore lato destro, usa per il riscaldamento l'acqua del motore ed è munito di ventilatore azionabile con interruttore sul cruscotto; l'aria passa nell'interno della vettura attraverso le feritoie poste nella cornice superiore del cruscotto, aventi funzione di snebbiamento, antibrina e antiappannamento del parabrezza, ed attraverso lo sportello collocato nella pedana dei posti anteriori (ovviamente quando questo viene aperto); mediante l'appena descritto impianto, si possono ottenere queste 3 condizioni: a) aerazione nulla, con presa d'aria a lato del radiatore (comandata dall'interno vettura) chiusa e ventilatore fermo, b) aria fresca, con pomello apertura rubinetto riscaldatore a fondo, presa aria anteriore aperta, sportello pedana aperto, eventuale ventilatore in azione, c) aria calda, con pomello apertura rubinetto riscaldatore tirato in fuori, presa aria anteriore aperta, sportello sulla pedana aperto, eventuale ventilatore in azione; tergicristallo a doppia racchetta (con arresto del tergitore in posizione abbassata); specchietto retrovisore interno prismatico, a due posizioni (normale ed antiabbagliante); due portacenere posizionati alle estremità (destra e sinistra) del cruscotto; doppie alette parasole orientabili (con nuova imbottitura); “specchietto di cortesia” montato sul retro della aletta parasole del passeggero; vano portaoggetti al cruscotto, con serratura; due tasche rigide portaoggetti sistemate ai lati delle pedane anteriori; tasche portacarte alle portiere dei sedili anteriori; avvisatore elettroacustico con comando tramite settore semicircolare inferiore applicato al volante.
- Prezzo in Italia
  - al debutto commerciale, nel febbraio 1960: Lire 1.600.000 (prezzo di listino, escluse: IGE, trasporto, collaudo, immatricolazione)
  - nel gennaio 1961, il prezzo scende di 60.000 Lire (Lire 1.540.000)

gli accessori disponibili nel 1961 sono: a) gomme fianco bianco Lire 9.000; b) apparecchio radio a partire da Lire 46.000 a Lire 75.000 secondo il modello.
La Giardinetta Viotti differisce dalla berlina III serie per le seguenti caratteristiche:
1. rapporto al ponte più corto (4,778:1 anziché 4,182);
2. guida esclusivamente a sinistra (a differenza di quanto previsto sulla berlina, che può essere fornita a richiesta con guida a destra) ;
3. diametro di sterzata metri 10,50 (anziché 10,60)
4. diverse pressioni di gonfiaggio degli pneumatici;
5. carrozzeria di tipo giardinetta con 2 porte più il portellone posteriore (anziché berlina a 4 porte)
6. serbatoio carburante (situato sotto il piano di carico) di capacità lievemente maggiore (litri 40 anziché 38);
7. maggiore lunghezza massima della vettura (cm 407,5 anziché 402,2);
8. maggiore larghezza massima della vettura (cm 154,0 anziché 148,0);
9. maggiore altezza massima della vettura, scarica (cm 148,5  anziché 145,5);
10. diversi allestimenti interni (sedili anteriori divisi, schienale sedile posteriore ribaltabile, diverso posizionamento ruota di scorta, ecc);
11. maggior peso (in ordine di marcia, kg 1030 anziché 960);
12. maggiore portata (410 kg anziché 400 kg);
13. velocità massima (in IV marcia) più contenuta (120 km orari anziché 132);
14. minori velocità massime nelle varie marce: 30 km/h anziché 33 in I marcia, 51 km/h anziché 56 in II marcia, 80 km/h anziché 89 in III marcia, 21 km/h anziché 23 in retromarcia;
15. maggiori pendenze superabili: 33% anziché 32% in I marcia, 18,5% anziché 18 in II marcia, 10,8% anziché 10% in III marcia, 6,5% anziché 6% in IV marcia, 48% anziché 47% in retromrcia;
16. consumo - calcolato secondo le norme CUNA - sensibilmente superiore (9,4litri ogni 100 km - alla velocità costante di 80 km/h - contro gli 8,1 litri ogni 100 km - alla velocità costante di 88 km/h - della berlina);
17. prezzo di vendita più elevato.

Nel corso del breve periodo di produzione - un anno circa - non risulta che a questo modello siano state apportate modifiche di rilievo.

### Appia Berlina Lusso Vignale
Al Salone di Torino dell'autunno 1958 Vignale espone, sempre partendo dal pianale Appia potenziato, una gradevole berlina a 2 porte la cui linea appare chiaramente derivata da quella della "convertibile", ormai nota ed affermata.
In effetti questa nuova macchina viene posta in vendita soltanto l'anno dopo. La nuova vettura viene denominata "Lusso" e in effetti ci si trova al cospetto di una lussuosa berlina a due porte veloce (140 chilometri orari) ma al tempo stesso confortevole e spaziosa, in grado di trasportare comodamente quattro persone con i relativi bagagli.
Nel luglio del '61 la Appia Lusso scompare dai listini.
- Periodo di produzione: dalla fine del 1959 al 1961* (*=dato approssimativo)
- Modelli:
  - tipo 812.02, berlina 2 porte, 4 posti disegnata ed assemblata dalla Carrozzeria Vignale, con guida a sinistra
- Numerazione progressiva telai:
  - tipo 812.02 compresa tra 2757 e 4917
- Motore: 814.00
- Numerazione progressiva motori:
  - tipo 814.00: compresa nei numeri dal 1001 in avanti
- Unità prodotte: 
  - 478
- Carrozzeria, arredamenti ed accessori
  - carrozzeria: mascherina frontale a sviluppo orizzontale, ispirata a quella della Flaminia; cerchi ruote con anello cromato sul contorno; portiere incernierate anteriormente (apertura controvento); porte munite di vetri discendenti e di deflettori para-aria; volante in plastica nera munito di avvisatore acustico a settore semicircolare inferiore
  - sedili: anteriori a poltroncina (divisi), scorrevoli longitudinalmente e con schienale regolabile e ribaltabile in avanti per favorire l'accesso ai posti posteriori; sedile posteriore unico con appoggiabraccia laterali.
  - vano motore: sbloccaggio cofano dall'interno della vettura (leva sotto il cruscotto): il cofano si socchiude e  richiede un successivo intervento per spostare una levetta di sicurezza, dopodiché un'asta di arresto lo mantiene sollevato (per richiudere: liberare l'asta di arresto spingendo verso l'alto il cofano e riabbassare chiudendo di colpo).

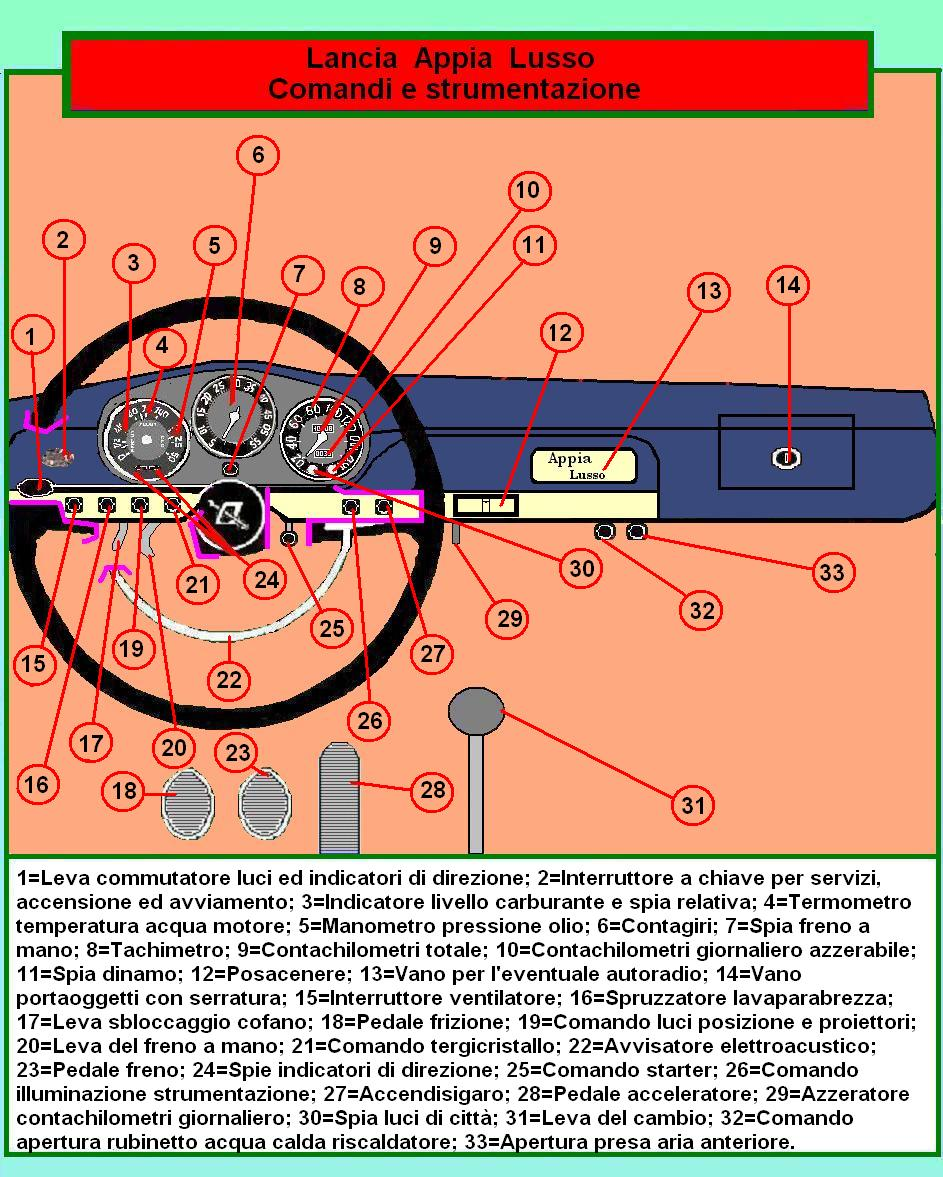

- - vano bagagli: nel bagagliaio trovano alloggiamento la ruota di scorta e la batteria.
  - comandi al volante: leva per azionamento indicatori di direzione e per commutazione luci, avvisatore elettroacustico (tramite settore semicircolare inferiore).
  - comandi sotto al cruscotto: leva per sbloccaggio cofano motore, leva freno a mano, comando starter, azzeratore contachilometri parziale, comando apertura rubinetto acqua calda per riscaldatore, comando presa d'aria aerazione
  - comandi al cruscotto: interruttore a chiave per servizi, accensione e messa in moto, comando ventilatore, comando spruzzatore lavaparabrezza, comando luci posizione e proiettori, comando tergicristallo,  comando illuminazione strumentazione,  accendisigaro.
  - strumentazione: a tre strumenti circolari quasi affiancati (lo strumento centrale è sistemato leggermente più in alto per far posto alla spia del freno a mano, che è posta immediatamente al di sotto dello strumento): lo strumento di destra comprende: il tachimetro (da 20 a 160 km/orari - più una “tacca” corrispondente ai 170 km orari - con cifre ogni 20 km/h), il contachilometri progressivo e quello giornaliero azzerabile, la spia che segnala l'accensione delle luci di città e la spia per l'insufficiente tensione della dinamo; lo strumento centrale comprende soltanto il contagiri; lo strumento di sinistra comprende invece: l'indicatore del livello della benzina presente nel serbatoio con la spia per la riserva, il manometro della pressione dell'olio, il termometro della temperatura dell'acqua del motore e le due spie che segnalano l'inserimento degli indicatori di direzione destro e sinistro
  - accessori: parabrezza a vetro curvo, con dispositivo per getto di aria calda all'interno per disappannamento o disgelo, funzionante con il riscaldatore; spruzzatore lavaparabrezza FISPA con pompa meccanica; illuminazione abitacolo automatica all'apertura della porta del guidatore; impianto di riscaldamento ed aerazione dell'abitacolo: la vettura è munita di aeratore e riscaldatore: una presa d'aria disposta a destra del radiatore, con apertura e chiusura comandabile dai posti anteriori, immette l'aria opportunamente filtrata nei condotti di aerazione, dai quali può passare all'abitacolo riscaldata oppure non riscaldata; l'apparecchio riscaldatore, situato sotto il cofano motore lato destro, usa per il riscaldamento l'acqua del motore ed è munito di ventilatore azionabile con interruttore sul cruscotto; l'aria passa nell'interno della vettura attraverso le feritoie poste nella cornice superiore del cruscotto, aventi funzione di snebbiamento, antibrina e antiappannamento del parabrezza, ed attraverso lo sportello collocato nella pedana dei posti anteriori (ovviamente quando questo viene aperto); mediante l'appena descritto impianto, si possono ottenere queste 3 condizioni: a) aerazione nulla, con presa d'aria a lato del radiatore (comandata dall'interno vettura) chiusa e ventilatore fermo, b) aria fresca, con pomello apertura rubinetto riscaldatore a fondo, presa aria anteriore aperta, sportello pedana aperto, eventuale ventilatore in azione, c) aria calda, con pomello apertura rubinetto riscaldatore tirato in fuori, presa aria anteriore aperta, sportello sulla pedana aperto, eventuale ventilatore in azione; tergicristallo a doppia racchetta (con arresto del tergitore in posizione abbassata); specchietto retrovisore interno prismatico, a due posizioni (normale ed antiabbagliante); doppie alette parasole orientabili; vano portaoggetti al cruscotto, munito di serratura; posacenere al cruscotto; accendisigaro; avvisatore elettroacustico con comando tramite settore semicircolare inferiore applicato al volante.
  - gamma colori: tinteggiatura generalmente bicolore (Maxaloid) con padiglione e sottile profilo laterale di colore diverso rispetto al restante corpo vettura: avorio Chantilly, blu Lancia, grigio Albany, grigio Milano, grigio Saint Cloud, nero, rosso Jamaica, verde medio.
- Prezzo in Italia
  - al debutto, nel novembre 1959: Lire 1.800.000 (prezzo di listino, escluse: IGE, trasporto, collaudo, immatricolazione)
  - nel gennaio 1961, il prezzo scende di 51.000 Lire (Lire 1.749.000) e tale rimane sino al giugno del medesimo anno, quando il modello sparisce dal listino.

gli accessori disponibili nel 1961 sono: a) pneumatici Michelin "X" Lire 11.000; b)apparecchio radio a partire da Lire 46.000 e sino a Lire 75.000 secondo il modello; c) interni in pelle Lire 102.000; gli pneumatici a fianco bianco sono forniti di serie, senza supplemento.
- Prezzo in Svizzera
  - nel 1960-61: Franchi Svizzeri 17.250

Questo il dettaglio delle differenze fra l'Appia Lusso Vignale (nella sua prima versione del novembre 1959) e l'Appia berlina III serie normale:
1. distribuzione con diversi valori di regolazione della messa in fase;
2. rapporto di compressione 8,00:1 (anziché 7,80:1);
3. potenza massima 54 cv a 5200 giri/minuto (anziché 48 cv a 4900 giri/minuto);
4. coppia motrice massima kgm 8,90 a 3500 giri/minuto (anziché 8,70 a 3000 giri/minuto);
5. carburatore Weber  verticale invertito 36 DCLD 3 (anziché Solex verticale invertito C32 P BIC) con ovvie diverse regolazioni;
6. alcune varianti dell'impianto elettrico riguardanti la fanaleria;
7. comando del cambio a cloche-leva centrale (anziché al volante);
8. rapporto al ponte 10/43 (4,300:1) anziché 11/46 (4,182:1);
9. aggiunta della spia di segnalazione del freno a mano inserito;
10. sterzo con guida esclusivamente a sinistra (anziché a sinistra ma con possibilità di ottenere, du richiesta, la guida a destra);
11. diametro di sterzata mt 10,50 (anziché mt 10,60);
12. cerchio ruote da 15" (anziché da 14");
13. pneumatici da 155x15 (anziché 155x14);
14. diversi valori delle pressioni di gonfiaggio degli pneumatici;
15. altezza minima da terra, a vettura carica, cm 10,0 (anziché cm 12,0);
16. carreggiata anteriore cm 117,8 (anziché 118,0);
17. lunghezza vettura cm 434,0 (anziché cm 402,2);
18. larghezza vettura cm 152,0 (anziché 148,0);
19. altezza vettura scarica, cm 139,5 (anziché 145,5);
20. carrozzeria berlina a 2 porte e 4 posti (anziché berlina a 4 porte e 4/5 posti);
21. sedili anteriori divisi, a poltroncina (anziché sedile unico, a panchina);
22. schienale sedili anteriori ribaltabili in avanti per facilitare l'accesso ai posti posteriori (non necessari nella berlina perché dotata di quattro porte);
23. comandi disposti in modo diverso;
24. aggiunta del contagiri alla strumentazione;
25. diversa gamma colori, con tinteggiatura bicolore (anziché monocolore);
26. peso a vuoto, in ordine di marcia e con ruota di scorta, kg 965 (anziché kg 960);
27. portata kg 320 (anziché 400);
28. velocità massima (in IV marcia) km/h 140 (anziché 132);
29. velocità massime nelle varie marce: in I=km/h 35 (anziché 34); in II=km/h 59 (anziché 56); in III=91 (anziché 89);in retromarcia=km/h 24 (anziché 23);
30. pendenze massime superabili lievemente maggiori; in I=33% anziché 32%; in II=18,5% anziché 18%; in III=11% anziché 10%; in IV=6,7% anziché 6%;
31. prezzo di vendita più elevato.

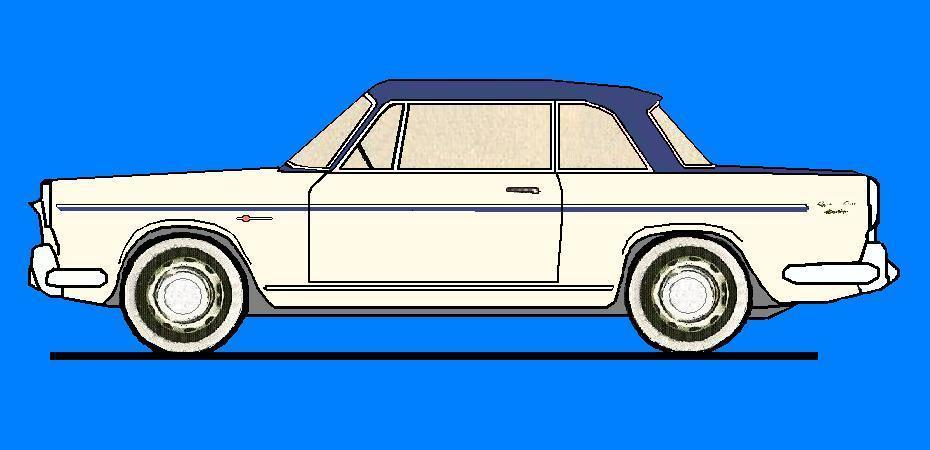
Una vista laterale dell'Appia Lusso Vignale

Anche a questa berlina, uscita già con pianale della terza serie, vengono apportati gli aggiornamenti che, nel maggio/giugno '60, interessano tutte le Appia sportive derivate e che elevano la potenza da 54 a 60 CV e la velocità da 140 a 142 chilometri orari.
Questo il dettaglio delle modifiche tecniche apportate a partire dal numero di motore 3701 (maggio 1960):
1. modifiche alla testata, con nuovo collettore avente condotti di alimentazione separati;
2. rapporto di compressione incrementato (8,80:1 anziché 8,00:1);
3. incremento della potenza max (60 cv a 5400 giri/minuto anziché 54 cv a 5200 giri/minuto);
4. diminuzione della coppia motrice massima (kgm 8,7 a 4400 giri/minuto anziché kgm 8,9 a 3500 giri/minuto);
5. diversi valori della messa in fase della distribuzione;
6. adozione di un nuovo carburatore (Weber 36 DCD 5 anziché 36 DCLD 3) con diverse regolazioni;
7. nuova bobina (Marelli B 200 A anziché BE 200 L);
8. incremento della velocità massima in IV marcia (142 km/orari anziché 140);
9. incremento delle velocità massime raggiungibili in II e III marcia (in II=60 km/orari anziché 59, in III=93 km/orari anziché 91).